# АС-28
AC-28 — российский спасательный глубоководный аппарат проекта 1855 «Приз». Первый корабль данной серии. Вступил в строй 12 августа 1986 года. Был разработан для спасения экипажей подводных лодок в ЦКБ Лазурит в Нижнем Новгороде. Транспортируется до места проведения операции кораблём-носителем, далее имеет собственную автономность в 120 часов и дальность плавания в 39 км. Предназначен для использования на глубинах до 1000 м.

## История службы
12 августа 1986 года вступил в строй. 10 июня 1987 года вошёл в состав Тихоокеанского флота во Владивостоке. 6 июня 1992 года прибыл на Черноморский флот для прохождения испытаний. 6 августа 1992 года вернулся во Владивосток под командование Тихоокеанского флота.
В июле 2006 года — декабрь 2007 года осуществлялось проведение ремонта и модернизации по проекту 18551 на заводе «Красное Сормово» в Нижнем Новгороде. Помимо восстановительных работ, на АС полностью заменено радиоэлектронное оборудование и ряд других систем, а также установлена новая система жизнеобеспечения. В ходе модернизации прежним остался только корпус, вся начинка АС заменена. Также установлены два новых манипулятора, способные резать десятимиллиметровые тросы и поднимать сотни килограмм. В июле 2008 года вступил в строй ВМФ России.
В 2009 году был доставлен с Камчатки в Татарский пролив, где успешно провёл поиск упавшего 6 ноября самолёта Ту-142. В 2016 году на СС «Саяны» прибыл в город Севастополь. СС «Саяны» встало на ремонт. На время ремонта переведён для базирования на СС «Коммуна» в Севастополе.
На 2018 год находится в боевом составе ВМФ России. Носитель СС «Коммуна» входит в состав 1-й группы 145-го отряда спасательных судов с базированием в городе Севастополь.

## Чрезвычайное происшествие
4 августа 2005 года в бухте Берёзовой с судна-носителя СС «Георгий-Козьмин» в 11:48 по местному времени (02:48 по московскому времени) АС-28 совершил второе штатное погружение для работ с гидроакустическим оборудованием, расположенным на дне бухты (замены одного из блоков установленной на дне залива системы гидроакустической аппаратуры, предназначенной для слежения за  подлодками США). Через час после погружения экипаж сообщил об аварийной ситуации на борту. АС зацепился винтом за браконьерские рыболовные сети и решётку военной антенны гидрофонного массива, закреплённую на дне 60-тонными якорями. Лодка лишилась возможности всплыть.
5 августа операцию по спасению начало килекторное судно КИЛ-168, пытаясь тралением с помощью якорей освободить корабль от антенны, удерживающей АС на глубине. Около 15:00 к тралению присоединилось кабельное судно «Бирюса». Всего в районе бедствия работало около 10 военных судов. Около 23:00 спасателям удалось зацепить буксирным тросом АС и мешающую ей антенну, и затем незначительно продвинуть их в сторону мелководья.
6 августа президент России Владимир Путин приказал министру обороны вылететь в Петропавловск-Камчатский для наблюдения за операцией. В этот день принимались неоднократные, но безуспешные попытки освободить аппарат от тросов и сетей. Российский адмирал Фёдоров сначала обсуждал использование взрывчатки для отрезания антенны, но до применения этой тактики дело не дошло. Вместо этого российские суда пытались поднять застрявший аппарат на поверхность с помощью кабелей. Но результатов это не принесло. Экипаж АС-28 в это время, для экономии энергии и кислорода, отключил вспомогательные системы, в том числе обогрев, надел теплые костюмы и сохранял покой.
7 августа АС-28 к месту проведения операции прибыло судно «КИЛ-27», доставившее британских спасателей с их глубоководным роботом Scorpio ROV, оборудованным клешнями для перекусывания металлических тросов. Спустя несколько погружений британским спасателям удалось освободить АС-28. В 7:25 по МСК АС самостоятельно всплыл на поверхность около судна «Алагёз». Моряки пробыли под водой около 76 часов. Все семь членов экипажа самостоятельно покинули аппарат. После осмотра в военном госпитале в Петропавловске-Камчатском, было сообщено что серьёзной медицинской помощи морякам не требуется.

#### Международная поддержка
Поддержка в спасательной операции была оказана ВМФ Великобритании, Японии и США. Великобритания отправила Scorpio ROV и команду для его управления с помощью грузового самолёта C-17 Globemaster III. Япония отправила четыре корабля со спасательным снаряжением. Соединённые Штаты отправили по одному дрону Scorpio ROV из Сан-Диего и Ландовера, Мэриленд, оба транспортируемые самолётами C-5 Galaxy и C-17, соответственно. Оба аппарата были отправлены вместе с командой по их управлению. Предполагалось использовать эти беспилотные аппараты для перекусывания тросов и сетей, которые опутали АС-28. Два канадских дайвера с глубоководными водолазными скафандрами были отправлены вместе с транспортником C-5 США, для оказания непосредственной помощи на дне при необходимости. Американские аппараты так и не были задействованы в операции, несмотря на то что их грузовой самолёт прибыл лишь спустя 2 часа после прибытия британской команды.
У британцев не было тяжёлого подъемного и транспортного оборудования для доставки своего ROV к морю, не было его и у русских. Когда прибыла американская спасательная команда, было использовано их тяжёлое подъёмное оборудования для помощи в разгрузке и доставке британского аппарата. Британская миссия увенчалась успехом.
История спасения подводной лодки была показана по BBC One в документальном фильме «Submarine Rescue». Картина была впоследствии удостоена награды «лучший документальный фильм» британского морского общества. Эта операция стала первым успешным применением Scorpio ROV в реальных условиях. Впоследствии Россия закупила одну подобную модель для нужд флота.